# Kisbarnaki Ferenc Farkas
Kisbarnaki Ferenc Farkas, madžarski general, * 1892, † 1980.